# Matt LeBlanc
Matthew Steven LeBlanc (Newton, Massachusetts, 25 de julio de 1967), más conocido como Matt LeBlanc, es un actor estadounidense, mundialmente reconocido por su papel de Joey Tribbiani en la comedia Friends y su spin-off Joey, así como por su premiado rol en la serie británico-estadounidense Episodes.

## Biografía
Matt LeBlanc nació el 25 de julio de 1967 en Newton, Massachusetts. Su padre, Paul LeBlanc, es de origen francés. Tiene antepasados italianos, franceses, irlandeses, ingleses y daneses. Estudió en el centro escolar Newton North High School. De pequeño no estuvo interesado en actuar. Desde muy temprano fue conocido en su barrio como «primo». Tras conseguir su primera motocicleta a la edad de ocho años, en 1975, comenzó a participar en algunas competiciones de amateurs con esperanzas de correr profesionalmente. Pronto participó en carreras de obstáculos, pero el empeño de su madre por encontrar otra salida diferente a su talento le obligó a dejarlo. 
Se preparó para trabajar en carpintería, y después de la graduación en el instituto, se fue a la ciudad de Nueva York. LeBlanc sabía que una carrera como actor de cine y televisión necesitaba de estudios y experiencia sobre el escenario, así que se puso bajo la tutela de Flo Greenberg, y consiguió papeles en producciones teatrales como Private Wars, Out of Gas On Lover's Leap y A Streetcar Named Desire. Pronto, en 1987, saltó a la televisión protagonizando anuncios publicitarios para productos tales como los tejanos Levi's 501, Coca-Cola, Doritos (se hace referencia a este anuncio en el capítulo 14 de la sexta temporada de Friends), y Milky Way. Ese mismo año recibió un León de Oro en el Festival Internacional de la Creatividad Cannes Lions por un anuncio de Ketchup Heinz en el que aparecía.
En 1988, empezó formalmente su carrera como actor, y en el período de un año comenzó un papel protagonista en la serie TV 101 y se mudó a Los Ángeles, donde apareció en algunas series (Red Shoe Diaries y Top of the Heap), antes de su debut cinematográfico en Lookin' Italian, con Alanis Morissette (cabe destacar que apareció en los videos «Walk Away» y «Plastic» de dicha cantante), lo que le abrió la puerta para interpretar a Joey Tribbiani en Friends, personaje gracias al cual ganó un premio Emmy. Además de esto, Matt LeBlanc apareció en un episodio de la serie Married... with children como novio fugaz de Kelly Bundy (Christina Applegate), donde aparece vestido como un motociclista, típico novio de la chica rubia en esa serie. Tuvo una segunda aparición en la serie en un capítulo especial en el que Al va a visitar a un viejo amigo que vive con su hijo (papel que interpretó LeBlanc) en Nueva York; a quien Al y su amigo, al reconocer el atractivo del muchacho, tratan de promover como modelo en una fiesta de sociedad; luego, en una segunda secuela de esta aventura, el amigo y su hijo le devuelven la visita a Al, donde conoce a Kelly. Cabe destacar que en 2000 LeBlanc apareció de forma rápida y corta en un video de Bon Jovi (Say It Isn't So); también participó como personaje principal en el video Miracle interpretado por Jon Bon Jovi.

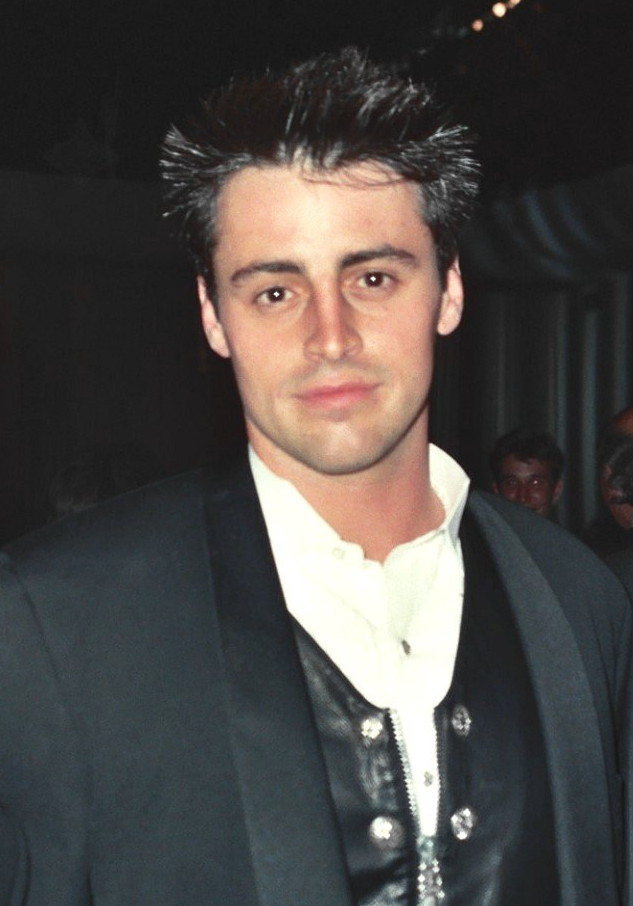
LeBlanc en los Premios Emmy de 1995

Tras el final de Friends, con un capítulo rodado en absoluto secreto y que obtuvo un récord de audiencia en EE. UU., Matt siguió interpretando a su personaje en el "spin off» del mismo nombre, Joey, serie centrada en su personaje tras dejar a sus cinco amigos en Nueva York y marcharse a Los Ángeles a probar fortuna como actor en Hollywood.
Ha sido frecuentemente seleccionado para papeles de italoestadounidense. Durante los anteriores diez años desarrolló una pasión por la fotografía de paisajes, lo cual le llevó a viajar a localizaciones de todo el mundo.
En enero de 2010 volvió a la vida pública. Primero, mediante el anuncio de una nueva serie en la que se interpretaba a sí mismo —Episodes—, y después dejándose ver ante los objetivos de los fotógrafos. Fue nominado por este papel a los Emmy Awards 2011.
El 4 de febrero de 2016 se confirma su participación como copresentador del programa de automovilismo británico Top Gear.
Desde 2016 protagoniza la serie Man with a Plan, transmitida en Latinoamérica por Warner Channel.
En la actualidad, es el primer presentador no británico del programa de coches Top Gear.

## Filmografía

### Películas
| Año  | Título                                       | Papel               | Notas                                                 |
| ---- | -------------------------------------------- | ------------------- | ----------------------------------------------------- |
| 1990 | Anything to Survive                          | Billy Barton        | Película de TV; sale en créditos como Matthew LeBlanc |
| 1993 | Grey Knight                                  | Terhune             | También conocida como Ghost Brigade y The Killing Box |
| 1993 | Red Shoe Diaries 3: Another Woman's Lipstick | Kyle                |                                                       |
| 1994 | Reform School Girl                           | Vince               | Película de TV                                        |
| 1994 | Lookin' Italian                              | Anthony Manetti     |                                                       |
| 1996 | Ed                                           | Jack 'Deuce' Cooper |                                                       |
| 1997 | Red Shoe Diaries 7: Burning Up               | Jed                 |                                                       |
| 1998 | Lost in Space                                | Major Don West      |                                                       |
| 2000 | Los ángeles de Charlie                       | Jason Gibbons       |                                                       |
| 2001 | All the Queen's Men                          | O'Rourke            |                                                       |
| 2003 | Los ángeles de Charlie: Al límite            | Jason Gibbons       |                                                       |
| 2006 | The Prince                                   |                     | Película de TV, productor                             |
| 2010 | Jonah Hex                                    |                     | Ejecutivo productor                                   |
| 2014 | Lovesick                                     | Charlie Darby       |                                                       |

### Televisión
| Año         | Título                   | Papel                     | Notas         |
| ----------- | ------------------------ | ------------------------- | ------------- |
| 1987        | Doll Day Afternoon       | GI Joe                    | Miniserie     |
| 1988 – 1989 | TV 101                   | Chuck Bender              | 13 episodios  |
| 1989        | Just the Ten of Us       | Todd Murphy               | 2 episodios   |
| 1990        | Monsters                 | Tommy                     | 1 episodio    |
| 1991        | Top of the Heap          | Vinnie Verducci           | 7 episodios   |
| 1991        | Married... with Children | Vinnie Verducci           | 3 episodios   |
| 1991        | Vinnie & Bobby           | Vinnie Verducci           | 7 episodios   |
| 1991        | Red Shoe Diaries         | Tom's Brother             | 2 episodios   |
| 1993        | Class of '96             | Frank Goodman             | 1 episodio    |
| 1994 – 2004 | Friends                  | Joey Tribbiani            | 236 episodios |
| 2004 – 2006 | Joey                     | Joey Tribbiani            | 46 episodios  |
| 2011 – 2017 | Episodes                 | Matt LeBlanc ficticio     | 43 episodios  |
| 2016 – 2020 | Man with a plan          | Adam Burns                | 22 episodios  |
| 2016 – 2019 | Top Gear                 | Matt LeBlanc, presentador | 24 episodios  |
| 2021        | Friends: The Reunion     | Joey Tribbiani / Él mismo | Protagonista  |

## Premios y nominaciones
| Año  | Premio                     | Categoría                                                      | Trabajo  | Resultado |
| ---- | -------------------------- | -------------------------------------------------------------- | -------- | --------- |
| 1995 | Screen Actors Guild Awards | Premio del Sindicato de Actores al mejor reparto de televisión | Friends  | Ganador   |
| 2002 | Emmy Awards                | Premios Primetime Emmy                                         | Friends  | Nominado  |
| 2002 | Golden Globe Awards        | Globo de Oro al mejor actor de serie de televisión             | Friends  | Nominado  |
| 2002 | Teen Choice Awards         | TV Choice Actor                                                | Friends  | Ganador   |
| 2003 | Emmy Awards                | Primetime Emmy al mejor actor                                  | Friends  | Nominado  |
| 2003 | Golden Globe Awards        | Globo de Oro al mejor actor de serie de televisión             | Friends  | Nominado  |
| 2004 | Emmy Awards                | Primetime Emmy al mejor actor                                  | Friends  | Nominado  |
| 2004 | Golden Globe Awards        | Globo de Oro al mejor actor de serie de televisión             | Joey     | Nominado  |
| 2005 | People's Choice Awards     | Estrella Favorita de Televisión Masculina                      | Joey     | Ganador   |
| 2011 | Emmy Awards                | Primetime Emmy al mejor actor                                  | Episodes | Nominado  |
| 2012 | Golden Globe Awards        | Globo de Oro al mejor actor de serie de televisión             | Episodes | Ganador   |
| 2013 | Golden Globe Awards        | Globo de Oro al mejor actor de serie de televisión             | Episodes | Nominado  |
| 2013 | Emmy Awards                | Primetime Emmy al mejor actor                                  | Episodes | Nominado  |

## Premios
A partir de 2002-2004, LeBlanc fue nominado tres años consecutivos como Mejor Actor en los Emmy Awards, mientras que a partir de 2003-2005 recibió tres nominaciones para Mejor actor en los Golden Globe Awards. En 2000, ganó el Editor's Choice en TV Guide Awards (Friends). En 2002, ganó TV —Elección Actor— Comedia en el Teen Choice Awards (Friends). En 2005, ganó el Masculino favorito de televisión en la Star People's Choice Awards. Fue nominado a Mejor actor de comedia a los Emmy Awards 2011 por su interpretación de sí mismo en la serie Episodes, y lo ganó en 2012; ese mismo año también obtuvo el Globo de Oro como Mejor actor en serie de comedia, por Episodes.

## Vida personal
En mayo de 2003, se casó con Melissa McKnight, una ex modelo con dos hijos, Tyler y Jacquelyn, de su primer matrimonio con el músico Anthony Esposito. McKnight y LeBlanc fueron presentados por su amiga Kelly Phillips, esposa del actor Lou Diamond Phillips, y LeBlanc le propuso matrimonio un año después. Fruto de este matrimonio, nació su hija Marina en 2004.
En junio de 2005, admitió un comportamiento "descuidado e irresponsable» con una estríper durante un viaje en motocicleta en Canadá. LeBlanc y McKnight se separaron el 1 de enero de 2006. En ese momento, LeBlanc estaba involucrado en una relación con la actriz Andrea Anders, quien interpretaba a su vecina en la serie Joey. En marzo de ese año, LeBlanc pidió el divorcio, citando diferencias irreconciliables. El divorcio se concretó el 6 de octubre de 2006.